# Felipe Pardo y Aliaga
Felipe Pardo y Aliaga (Lima, 11 giugno 1806 – Lima, 24 dicembre 1868) è stato un diplomatico, avvocato e poeta peruviano.

## Biografia
Membro dell'élite aristocratica di Lima, suo padre era Manuel Pardo Ribadeneira, oidor della Real Audiencia de Lima, e sua madre era Mariana de Aliaga y Borda.
Insieme a Manuel Ascencio Segura, rappresentava uno delle icone importanti della letteratura peruviana. Dopo l'indipendenza intraprese alcuni ruoli politici, in particolare diventò ministro quando vi erano i seguenti politici: Felipe Santiago Salaverry, Manuel Ignacio de Vivanco e Ramón Castilla.
Pardo sposò Petronila de Lavalle y Cabero, figlia del secondo conte di Premio Real. Fu padre di Manuel Pardo e nonno di José Pardo y Barreda, presidenti della Repubblica.

## Opere

### Saggi
- Un viaje 1840 "El viaje del niño Goyito"[1]

### Poesie
- El carnaval de Lima, 1929
- La jeta del guerrero, 1925
- La nariz
- Los paraísos de Sempronio
- El ministro y el aspirante
- A mi levita
- Qué guapos chicos
- Corrida de toros
- La lámpara, 1844
- A mi hijo en sus días, 1855
- Vaya una República, 1856
- El Perú, 1856
- Constitución política, 1859

### Altro
- Frutos de la educación, 1830
- Una huérfana en Chorrillos, 1833
- Don Leocadio y el aniversario de Ayacucho, 1833